# Guiraut de Calanso
G(u)iraut de Calanso(n), italianizzato in Giraldo di Calanzon (fl. 1202-1212), è stato un trovatore guascone in lingua occitana.

## Vita e opere
Dei suoi componimenti lirici sopravvissuti, cinque sono cansos, due descorts, un congé, un planh e un vers (poesia "vera"). Scrisse anche un ensenhamen burlesco (poesia didattica) intitolata Fadet juglar.
Non si sa di preciso quale fosse il suo luogo di nascita, forse Calanso in Guascogna o una delle due località chiamate Chalançon, una situata nell'Ardèche e un'altra nel Drôme. In base a alla sua vida, sappiamo che Guiraut dapprincipio era un giullare molto colto nelle lettere, oltre che un "abile compositore di canzoni: desplazens e descortz". Il significato di desplazens è soggetto a dispute: potrebbe riferirsi a un tipo di componimento che esprime malcontento o essere un aggettivo ("spiacevole nel tono") che modifica le "canzoni" (cansos). L'autore della vida annota che questi lavori erano del tipo d'aquella saison, "di quel tempo", e non erano amati in Provenza, dove egli non era apprezzato nella società cortigianesca. Questo potrebbe indicare una tradizione letteraria guascone o un mania distinta per questa regione e impopolare fuori di essa. Un indizio di questa tradizione potrebbe essere trovato nella vida di Peire de Valeira, il quale scrisse ugualmente canzoni "di quel tempo" che erano "di poco valore".
Guiraut fu spesso presente alle corti di Castiglia, León e Aragona. Il suo unico planh (lamento) viene scritto alla morte di Ferdinando, l'erede in linea diretta di Alfonso VIII di Castiglia, il quale morì di malattia durante una campagna contro i mori. Guiraut lo descrive così:
Don cuiavon qu'en fos esmendatz

Lo jove reys, e'n Richartz lo prezatz

E'l coms Jaufres, tug li trey valen fraire.»
di cui si credeva in lui fossero potenziate le qualità

del giovane re, del famosissimo Riccardo,

e del Conte Gofredo, tutti e tre valenti fratelli.»
(Guiraut de Calanso, Lo larc e'l franc, il valen e'l grazitz)
Del restante corpus di Guiraut almeno due componimenti sono imitazioni consapevoli. Il suo unico vers è l'imitazione di Arnaut Daniel. Il Fadet juglar attacca beffardamente un vezzo del giullare imitando un lavoro similare di Guiraut de Cabreira. Molto più tardi, nel 1280, Guiraut Riquier scrisse, per una competizione, un commentario su un lavoro di Guiraut de Calanso per Enrico II di Rodez. Nessuna partitura musicale di Guiraut, ammesso che ne abbia scritta alcuna, ci è pervenuta.

### Componimenti

#### Cansos
- Celeis cui am de cor e de saber[7]
- Ara s'es ma razos vouta
- El mon non pot aver
- Li mey dezir
- Los grieus dezirs que⋅m solon far doler[8]
- Si tot l'aura s'es amara[9]
- Tan doussamen[10]
- Una doussa res benestan

#### Descortz
- Ab la verdura
- Bel semblan

#### Planh
- Belh senher Dieus, quo pot esser sufritz

#### Sirventes-ensenhamen
- Fadet juglar

#### Componimenti contesi ad altri trovatori
- Mot era dous e plazens[11] (sirventes di Guiraut de Borneil)
- Ges sitot m'ai ma voluntat fellona (sirventes di Guiraut de Luc)
- Ses alegratge / chant per agradatge[12] (descort di Guillem Augier Novella)